# توني دوران
توني دوران (بالإنجليزية: Tony Duran)‏ هو عازف قيثارة وملحن أمريكي، ولد في 14 أكتوبر 1945 في لوس أنجلوس في الولايات المتحدة، وتوفي في 19 ديسمبر 2011 في بروسفيل-إيدي في الولايات المتحدة بسبب سرطان البروستاتا.

## وصلات خارجية
- توني دوران على موقع ميوزك برينز (الإنجليزية)
- توني دوران على موقع ديسكوغز (الإنجليزية)